# Karl Borromäus Heinrich
Karl Borromäus Heinrich (* 22. Juli 1884 in Hangenham, Oberbayern; † 25. Oktober 1938 in Einsiedeln, Schweiz) war ein deutscher Schriftsteller.

## Leben
Heinrich studierte in München, Heidelberg, Genf, Paris und Erlangen Geschichte, Literatur, Philosophie, Medizin und Theologie. 1908 promovierte er in Erlangen mit einer Arbeit über Friedrich Nietzsche. Von 1909 bis 1912 war er Redakteur des Simplicissimus in München, danach bis 1913 Lektor des Albert Langen Verlags, bei dem der Simplicissimus erschien und von 1913 bis 1914 Mitarbeiter der Zeitschrift Der Brenner und Mitarbeiter bei der reformkatholischen Zeitschrift Schweizerische Rundschau.
Während des Ersten Weltkriegs und in den folgenden Jahren hielt er sich im Ausland auf, unternahm zahlreiche Reisen sowie einige Selbstmordversuche und unterzog sich mehreren Therapien, durch die er Heilung von seinen depressiven Zuständen suchte.
Eine förmliche Anstellung als Attaché bei der deutschen Botschaft in Bern kann wegen nicht nachweisbarer Gehaltszahlungen ausgeschlossen werden, eine Tätigkeit im Rahmen der dortigen Aktivitäten Harry Graf Kesslers und der Kulturabteilung des Auswärtigen Amtes ist aber möglich.
Mit seiner dritten Frau Olga Ritschard trat Heinrich am 21. Dezember 1925 als Oblat unter dem Namen Maria Meinradus der Benediktinerabtei Einsiedeln bei.
In den 1920er Jahren war Heinrich Mitarbeiter der Zentralstelle des Volksvereins für das katholische Deutschland in Mönchengladbach, zwei Jahre lang in der Redaktion des Volksvereinsverlags und von 1928 bis August 1929 dessen Geschäftsführer. 1933 wurde der Volksverein von den Nationalsozialisten verboten.
Nach 1929 lebte Heinrich in Unterseen im Schweizer Kanton Bern. Er schrieb für das Kloster Einsiedeln das Freilichtspiel Der Antichrist und beteiligte sich an der Freilichtaufführung des Mysterienspiels Das große Welttheater von Calderón de la Barca auf dem Platz vor dem Kloster.
Heinrich starb 1938 dort im Alter von 54 Jahren nach langer Krankheit. Er ist auf dem Friedhof von Einsiedeln bestattet. Nach seinem Tod wechselte seine Frau in das Benediktinerinnenstift Nonnberg in Salzburg.
Heinrich war seit 1912 eng mit Georg Trakl befreundet, dessen geistesverwandter Lektor er war. Trakl widmete ihm zwei seiner bedeutendsten Gedichte, nämlich Untergang und Gesang des Abgeschiedenen, in Zusammenhang mit einem Selbstmordversuch Heinrichs Anfang März 1913, durch den Trakl „ein Gefühl wilder Verzweiflung und des Grauens über dieses chaotische Dasein“ überkam.
Heinrich verfasste mehrere Romane, darunter als Erstling den als autobiographischen Bildungsroman lesbaren Karl Asenkofer. Geschichte einer Jugend (1907). Als Essayist veröffentlichte er Stellungnahmen zu Karl Kraus und kulturphilosophischen Fragen, in den Menschen des Übergangs von 1931 kleidete er seine Gedanken in die Form religiöser Konfession. Durch diese Arbeiten und durch seine Erneuerung der Heiligenlegende und anderer Formen legendarische und exemplarischer Erzählung galt er als einer der bedeutendsten katholischen Prosaiker seiner Zeit.

## Werke
- Karl Asenkofer. Geschichte einer Jugend. Roman. München 1907.
- Karl Asenkofers Flucht und Zuflucht. München 1909.
- Nietzsches Stellung zur Geschichte. Dissertation Erlangen 1908. München 1909.
- Menschen von Gottes Gnaden. Erzählung. München 1910.
- Kasimir. Novelle. München 1922.
- Florian. München 1924.
- Das Gesicht des deutschen Katholizismus gesehen von einem Laien. Essays. München 1925.
- Der Heilige Johannes von Colombini und andere religiöse Erzählungen. Legenden. Mönchengladbach 1927.
- Maria im Volk. Erzählung. Mönchengladbach 1927.
- Karl Borromäus Heinrich. Eine Auswahl seiner Werke. Einführung von Eduard Schröder. Mönchengladbach 1927.
- Maria im Volk. Neue Folge. Mönchengladbach 1928.
- Menschen des Übergangs. München 1931.
- Schloss Vierturm. Roman. München 1932.
- Einsiedler Novene in Erzählung, Legende und Betrachtung. Schlieren-Zürich 1934.
- Schwester Gertrud erzählt. München 1936.
- Weisheit der Altväter. München (ca. 1936).
- Der Antichrist. Einsiedeln 1937.
- Bergwart Johannes. Blätter aus einem Tagebuch. Roman. Luzern 1942.